# Білик Микола Ілліч
Бі́лик Мико́ла Іллі́ч (20 травня 1953, с. Топорівці) — український скульптор. Народний художник України, член-кореспондент Національної академії мистецтв України. Доцент Київської державної академії декоративно-прикладного мистецтва і дизайну ім. М. Бойчука.

## Біографія
Микола Білик народився 20 травня 1953 року в селі Топорівці Новоселицького району Чернівецької області. У 1968—1972 роках навчався у Вижницькому училищі прикладного мистецтва. У 1980 році закінчив Львівський інститут прикладного та декоративного мистецтва. Творчу працю розпочав у виробничому об'єднанні «Художник». З 1994 року викладає скульптуру, композицію та роботу в матеріалі у Київському державному інституті декоративно-вжиткового мистецтва та дизайну ім. М. Бойчука.
Член Національної спілки художників України з 1986 року. У 2017 році отримав звання «Народний художник України».
З 1981 року бере активну участь у республіканських, всесоюзних і міжнародних виставках в Росії, Україні, Німеччині, Франції та США. Персональні виставки проводилися у Києві, Мюнхені (Німеччина), Чикаго (США), Вашинґтоні (США).
З 1988 року брав участь у симпозіумах скульпторів в містах Ямпіль, Тернопіль, Харків, Луцьк, Бейрут (Ліван). У 1988 році був керівником Міжнародного симпозіуму в Ямполі, де отримав I премію. У 1991 році став лауреатом Міжнародного бієнале «Львів-91» (перша премія в галузі скульптури).
З 1980 року живе і працює в Києві. Його твори представлені в колекціях Міністерства культури і мистецтв України, у музеях Чернівців, Львова, Чернігова, Черкас, Переяслава, а також у Німеччині, Канаді, США, Бельгії, Нідерландах, Франції.

## Родина
Дружина — українська майстриня декоративного мистецтва (художній текстиль) Наталія Валентинівна Борисенко, донька українського скульптора Валентина Борисенка. Син — український скульптор Назар Білик.

## Твори
- 1983 — «Політ». Скульптурна композиція на фасаді музею М.Трублаїні (в с. Вільша́нка, Крижопільському районі Вінницької області);
- 1988 — Пам'ятник Т. Г. Шевченку (Івано-Франківськ);
- 1991 — Пам'ятний знак загиблому поселенню Передмостова Слобідка, Гідропарк (Київ);
- 1992 — Пам'ятник полеглим у Великій Вітчизняній війні 1941—1945 рр. (с. Макіївка, Київська обл.);
- 1994 — Герб м. Києва (у співавторстві з В. Сівком);
- 1995 — Погруддя Т. Г. Шевченка (м. Гавана, Куба);
- 1995 — Реконструкція пам'ятника княгині Ользі, Андрію Первозванному, Кирилу і Мефодію (Київ);
- 1997 — Пам'ятник Ярославу Мудрому (Київ);
- 2001 — Пам'ятник князю Володимиру (Волинська обл.);
- 2006 — Монумент Героям Чорнобиля (Черкаси);
- Меморіальні дошки Петру Могилі, О. Олесю, Б. Грінченку, Л. Забашті, Р. Шульгіну, О. Мішакову, О. Федорову, В. Симиренку, О. Таранцю, О. Топачевському, В. Данилову, Ю. Даденкову, М. Бойчуку;
- Надгробок Платона Майбороди на Байковому цвинтарі в Києві.
- 2009 — Пам'ятник Івану Мазепі (Полтава);
- 2016 — Пам'ятник Борцям за волю України (м. Черкаси, відкритий 23 квітня 2016 року).

## Галерея

Пам'ятник княгині Ользі (Михайлівська пл., Київ)
Пам'ятник Ярославу Мудрому (Київ)
Меморіальна дошка В. Данилову (бул. Академіка Вернадського, 36, Київ)
Меморіальна дошка Ю. Даденкову (вул. Суворова, 1, Київ)
Надгробок Платона Майбороди на Байковому цвинтарі в Києві
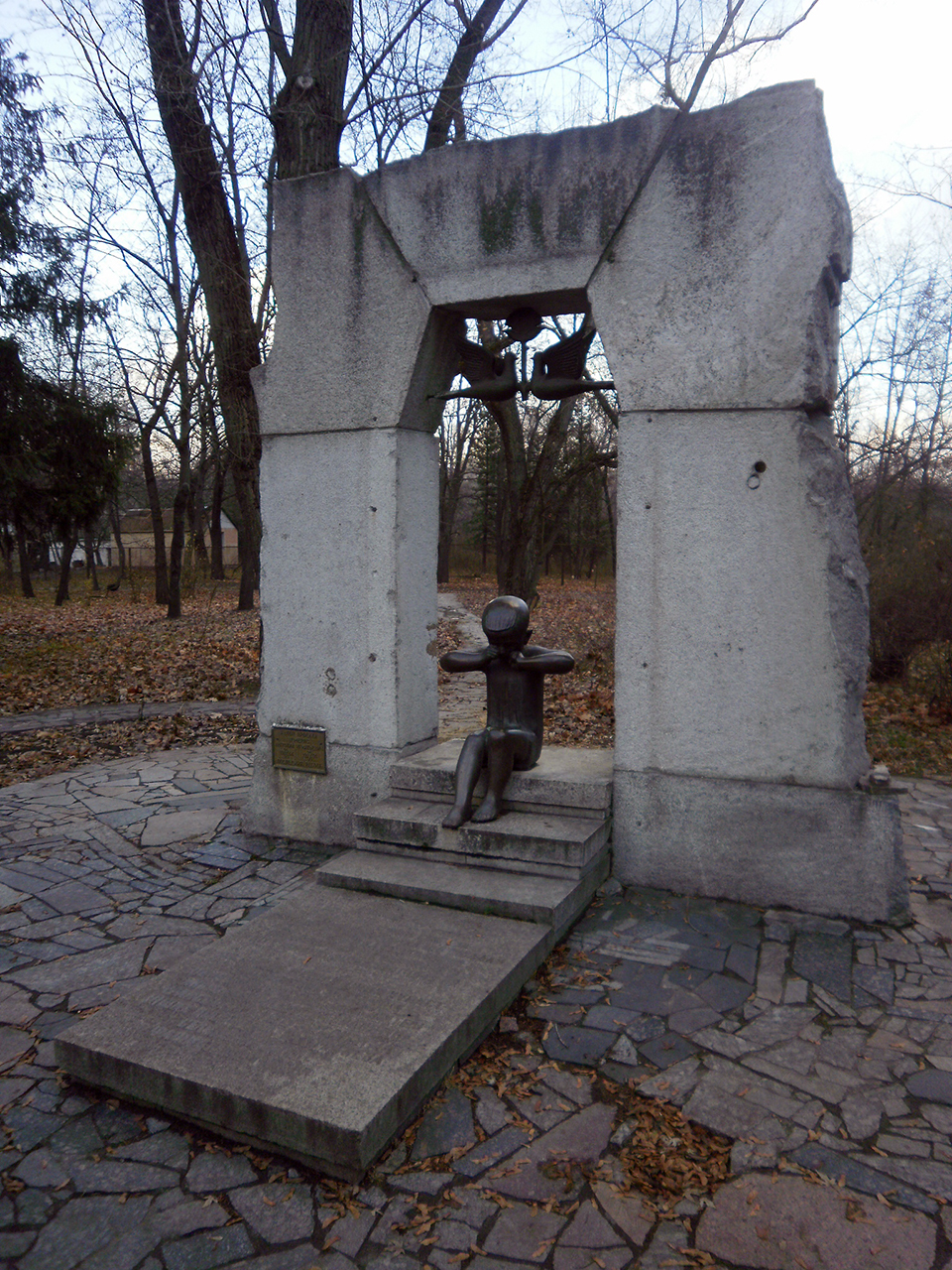
Пам'ятний знак загиблому поселенню Передмостова Слобідка (Гідропарк, Київ)
Меморіальна дошка Опанасові Сластіону на стіні гончарної слави в Опішні